# David Petel
David Petel (hebrejsky דוד פתל‎, 6. září 1921 – 6. října 2019) byl izraelský politik a poslanec Knesetu za strany Mapaj, Ma'arach, Izraelská strana práce.

## Biografie
Narodil se ve městě Basra v dnešním Iráku. V roce 1941 přesídlil do dnešního Izraele.

## Politická dráha
Zasedal v městské samosprávě v Bnej Braku. V roce 1974 se stal členem koordinačního výboru odborové centrály Histadrut. Předsedal Asociaci iráckých imigrantů v Izraeli. Byl členem ústředního výboru a sekretariátu Strany práce.
V izraelském parlamentu zasedl poprvé po volbách v roce 1959, v nichž kandidoval za Mapaj. Byl členem výboru pro veřejné služby a výboru práce. Znovu se v Knesetu objevil po volbách v roce 1961, kdy kandidoval opět za Mapaj. Stal se členem výboru pro veřejné služby, výboru práce, výboru pro vzdělávání a kulturu, výboru House Committee a výboru práce. Předsedal podvýboru pro bytové podmínky v starém městě v Akku. Opětovně byl zvolen ve volbách v roce 1965, nyní na kandidátce formace Ma'arach. V průběhu volebního období dočasně přešel s celou stranou do poslaneckého klubu Strany práce, aby se pak vrátil k názvu Ma'arach. Byl členem výboru pro veřejné služby, výboru práce a výboru pro záležitosti vnitra. Ve volbách v roce 1969 poslanecký mandát neobhájil.